# Habitation agricole coloniale

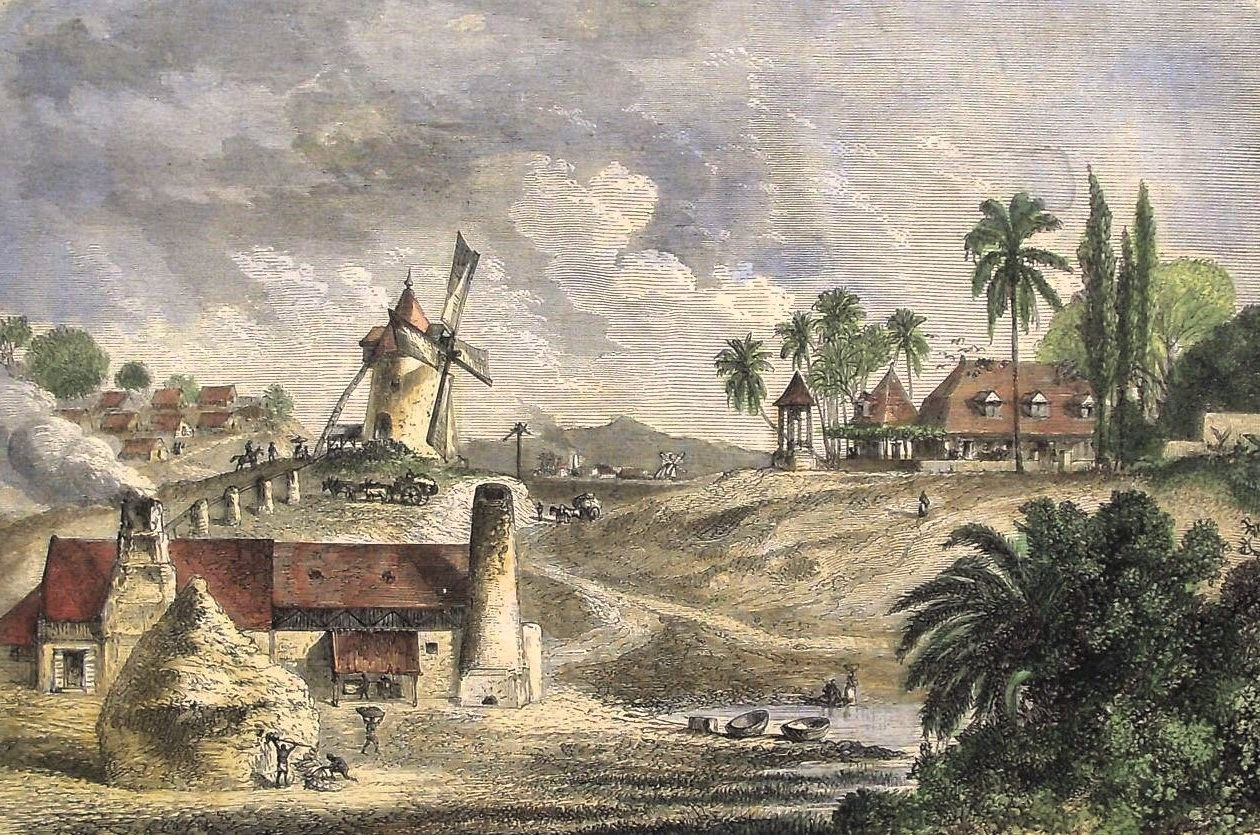
Une habitation sucrière en Guadeloupe au milieu du XIXe siècle. En haut à gauche les cases d'esclaves près du moulin. En contrebas l'usine sucrière. À droite la maison du maître.

Dans les anciennes colonies françaises aux Antilles, en Guyane, en Louisiane et aux Mascareignes, les habitations sont des exploitations agricoles, des plantations tenues autrefois par des colons de métropole ou leur représentant, et sur lesquelles travaillaient des esclaves. Les habitations qui conservent encore une activité agricole sont aujourd'hui essentiellement tournées vers la production de rhum et de banane.
« Habitation » est le terme le plus approprié pour traduire le terme anglais « plantation » dans le contexte caribéen.

## Histoire

### Résider et cultiver

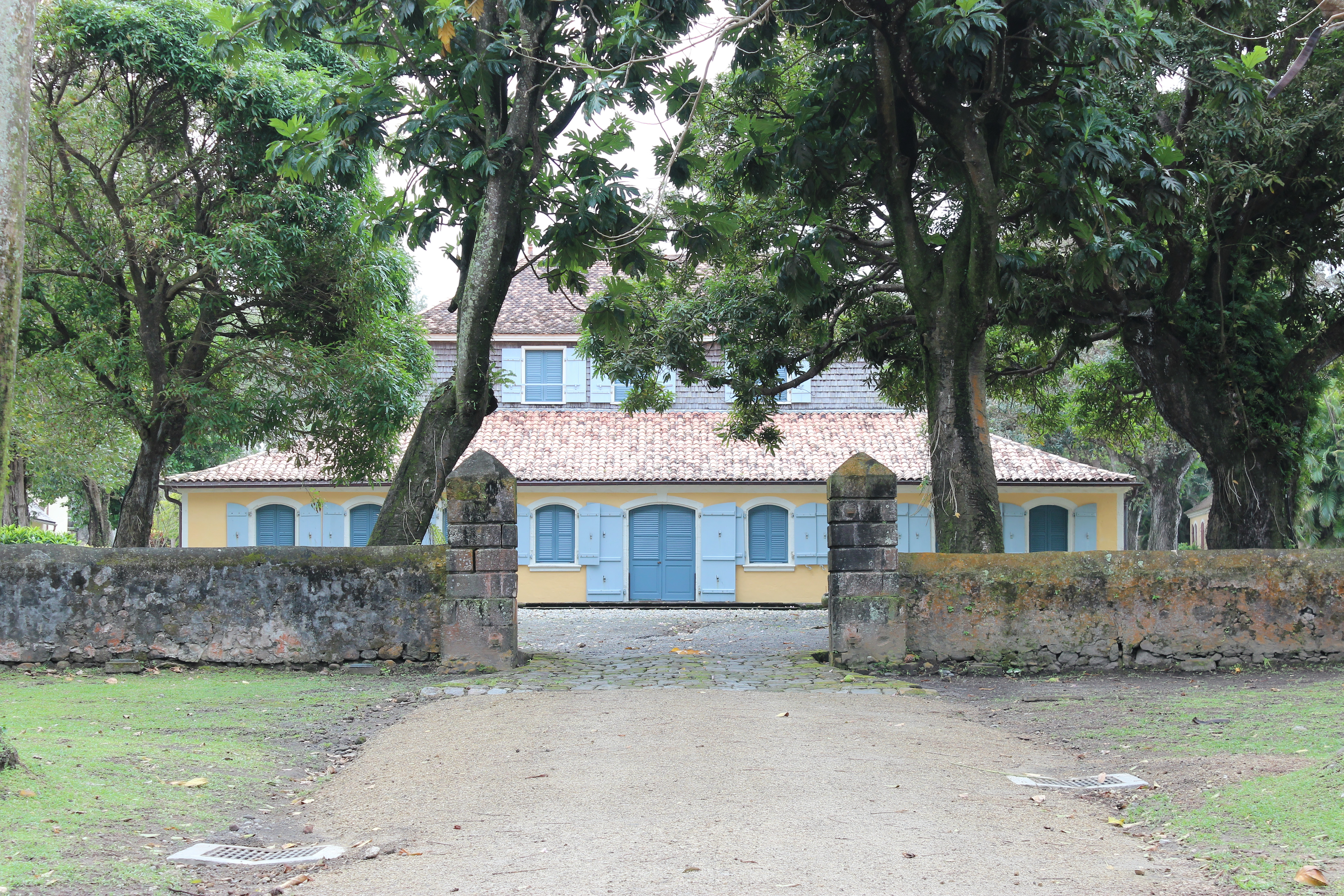
Maison des maîtres de l'Habitation Pécoul à Basse-Pointe en Martinique.

Au début de la colonisation des Antilles, est mise en place cette forme initiale d’exploitation agricole, issue des concessions accordées aux premiers colons venus dans les îles. De 20 ha d'abord, puis 10 ha ensuite, ces concessions ont initialement la forme d'une lanière allant « du battant des lames au sommet des montagnes ». Apparaissent ensuite les « étages », sans accès à la mer, limités par une rivière ou une ravine. Pour conserver sa « place », le concessionnaire devait « s'habituer » c'est-à-dire, en ancien français, construire sa demeure et résider sur sa terre, la défricher et la mettre en culture. Le concessionnaire résidant et exploitant prenait alors le nom d'« habitant », et la concession mise en valeur celui d'« habitation ».

### Typologie
Selon le Dr. Vincent Huyghues-Belrose, ces exploitations domaniales ne sont pas nécessairement de vastes étendues, ni cultivées par de nombreux esclaves. Elles se consacrent à diverses cultures et spéculations selon le lieu et le temps. On distingue ainsi la petite habitation vivrière familiale sans esclave, l'habitation en pétun (tabac) exploitée par d'ancien engagés associés, l'habitation sucrière esclavagiste, l'habitation caféière, l'habitation cacaoyère et plus récemment l'habitation bananière mécanisée. En revanche, les rares domaines consacrés à l'élevage, du fait que le concessionnaire n'y résidait pas, n'ont jamais porté le nom d'« habitation » mais ceux de « ménagerie » (pâturages enclos) et de « hatte » (équivalent du ranch).

### Importation progressive d'esclaves

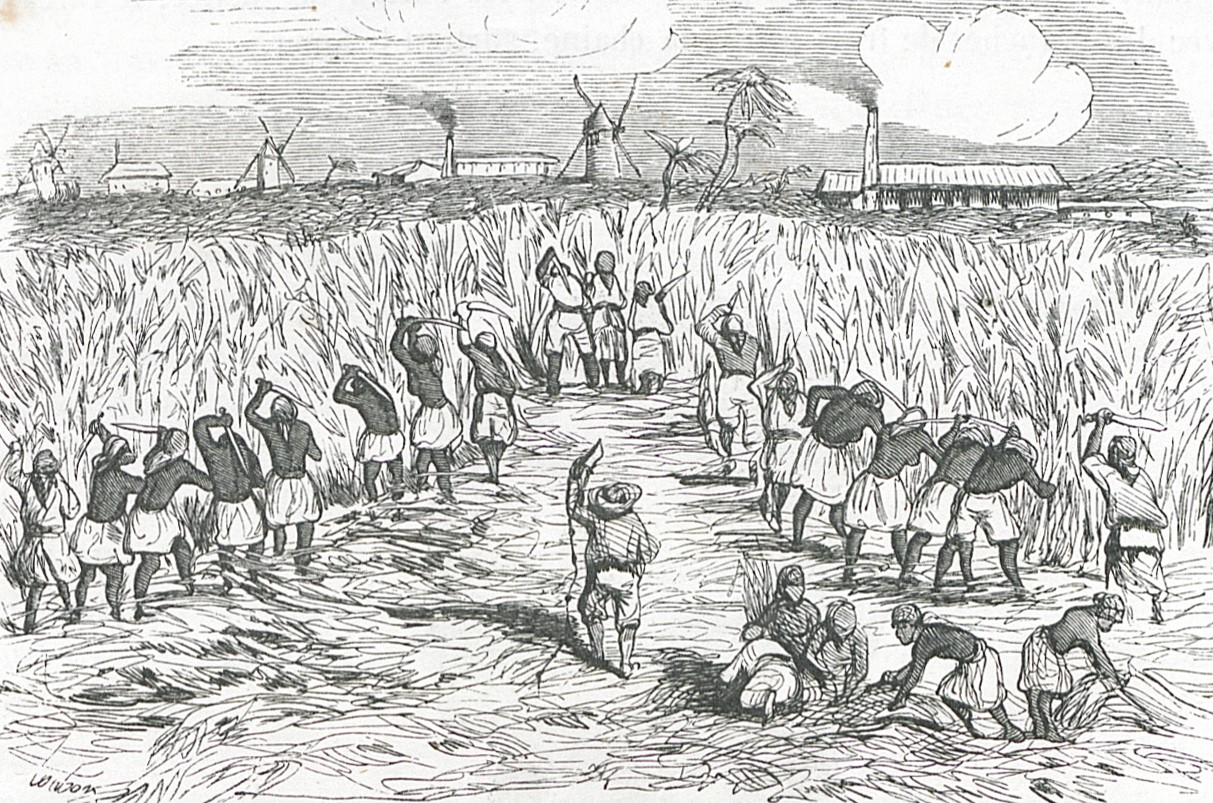
Esclaves coupant la canne, gravure publiée en 1842.

La culture du pétun (tabac) qui est la base de l'occupation des îles d'Amérique n'impliquait à l'origine pas ou peu l'utilisation d'esclaves. En revanche, les besoins de l'extraction et de la transformation du sucre exigent une organisation protoindustrielle. Celle-ci provoque un besoin de main-d'œuvre que l'on n'a su trouver que dans les esclaves. Comme le constate Gilberto Freyre « l'esclavage suit la sucrerie ».

### Façonnement du territoire et de la société
L’habitation est devenu la cellule fondamentale de la société de plantation en cours de formation. A travers ses remaniements progressifs, elle marque encore le paysage et la société, parfois jusqu’à nos jours. Identifiée à un lieu et à une famille possédante, l’habitation s’inscrivait dans un réseau de liens familiaux et sociaux entre les habitants. C’est d’eux qu’est issue la minorité dominante qui a assuré sa suprématie sur la vie économique des anciennes colonies.

## Répartition géographique

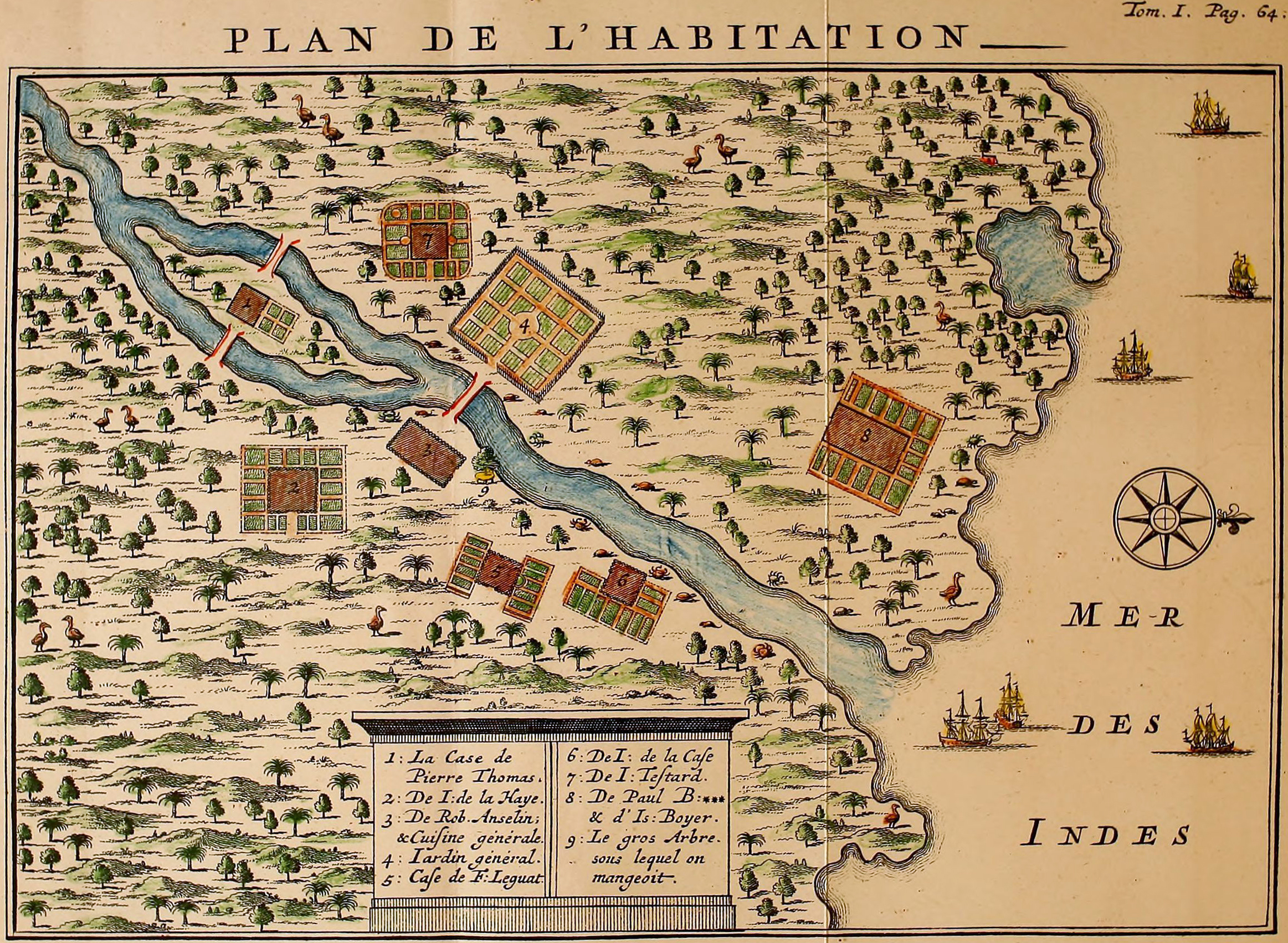
Carte de l'Habitation de François Leguat à Rodrigues, 1708.

Les habitations coloniales se retrouvent dans toutes les anciennes colonies françaises, sans exception : aux Antilles (Martinique, Guadeloupe, Haïti, Saint-Christophe, Sainte-Croix...), en Guyane, en Louisiane, aux Mascareignes (La Réunion, Maurice et Rodrigues) et aux Seychelles.
Par la suite, on en retrouve dans les zones de plantation tropicales où se sont installés des colons français, en particulier dans la région de Santiago de Cuba et à Santo Domingo où sont venus s’installer de nombreux colons français ayant fui les révoltes d’esclaves qui survinrent à Saint-Domingue à la fin du XVIIIe siècle, mais aussi à Trinité et dans les îles des Antilles perdues à la suite de guerres coloniales ou revendues à d'autres nations européennes, ainsi que sporadiquement dans tous les États du Sud des États-Unis où s'installèrent des Français après l'indépendance et les guerres napoléoniennes.

## Description

### Économie
Leur économie était à l'origine basée sur l'esclavagisme et au XIXe siècle, l'écrivain abolitionniste Augustin Cochin les décrit ainsi : « des prisons sans muraille, des manufactures odieuses produisant du tabac, du café, du sucre, et consommant des esclaves ».
Sur les anciennes plantations, du tabac, du café, du sucre ou de l'indigo étaient cultivés,.

### Organisation et bâtiments de l'espace habitationnaire
Cette description est empruntée à Frédéric Mauro - Petit monde antillais à Saint-Domingue au XVIIIe siècle :

« Voici une de leurs « habitations », entendez de leurs grandes plantations de canne à sucre, gagnée sur la brousse et la savane, avec ses vastes champs, ses « carreaux » de cannes et de patates.

Au centre la maison du maître en briques et en bois. Dans ses larges pièces, des meubles d'acajou et de rotin que respectent, quelque peu, les terribles termites.

La cuisine et les dépendances forment un logis séparé ; de même la case de l'économe.

Proches les unes des autres, assez misérables, les cases à nègres sont recouvertes de paille, toutes pourvues d'un jardin...

L'hôpital (l'infirmerie, dirions nous) contient au moins un lit pour vingt esclaves…

Derniers éléments : la « sucrerie » … la « guildiverie »

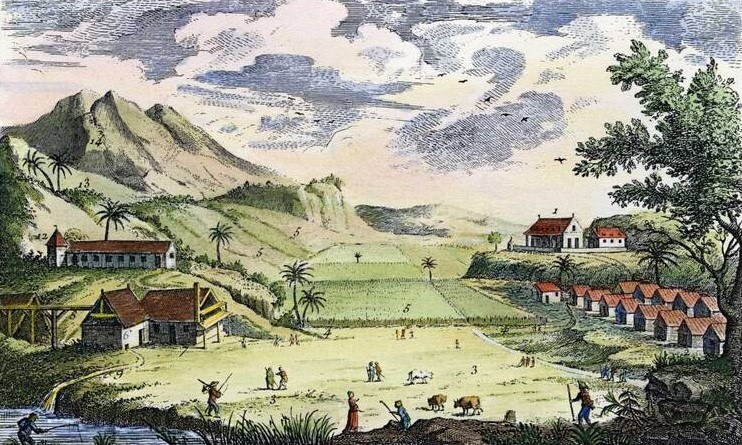
Illustration d'une habitation sucrière coloniale en 1762 : on y distingue en haut à droite la grand-case (1, maison des maîtres), surplombant la rue cases-nègres (2, habitations des esclaves), les champs de canne à sucre (5, « jardin ») et les installations sucrières (6 à 12) ; à noter que dans cette représentation idéalisée des plantations, le travail forcé des esclaves n'est pas montré.

#### Les champs
La partie mise en culture pour le rendement est appelée « jardin ».

#### Les cases des esclaves

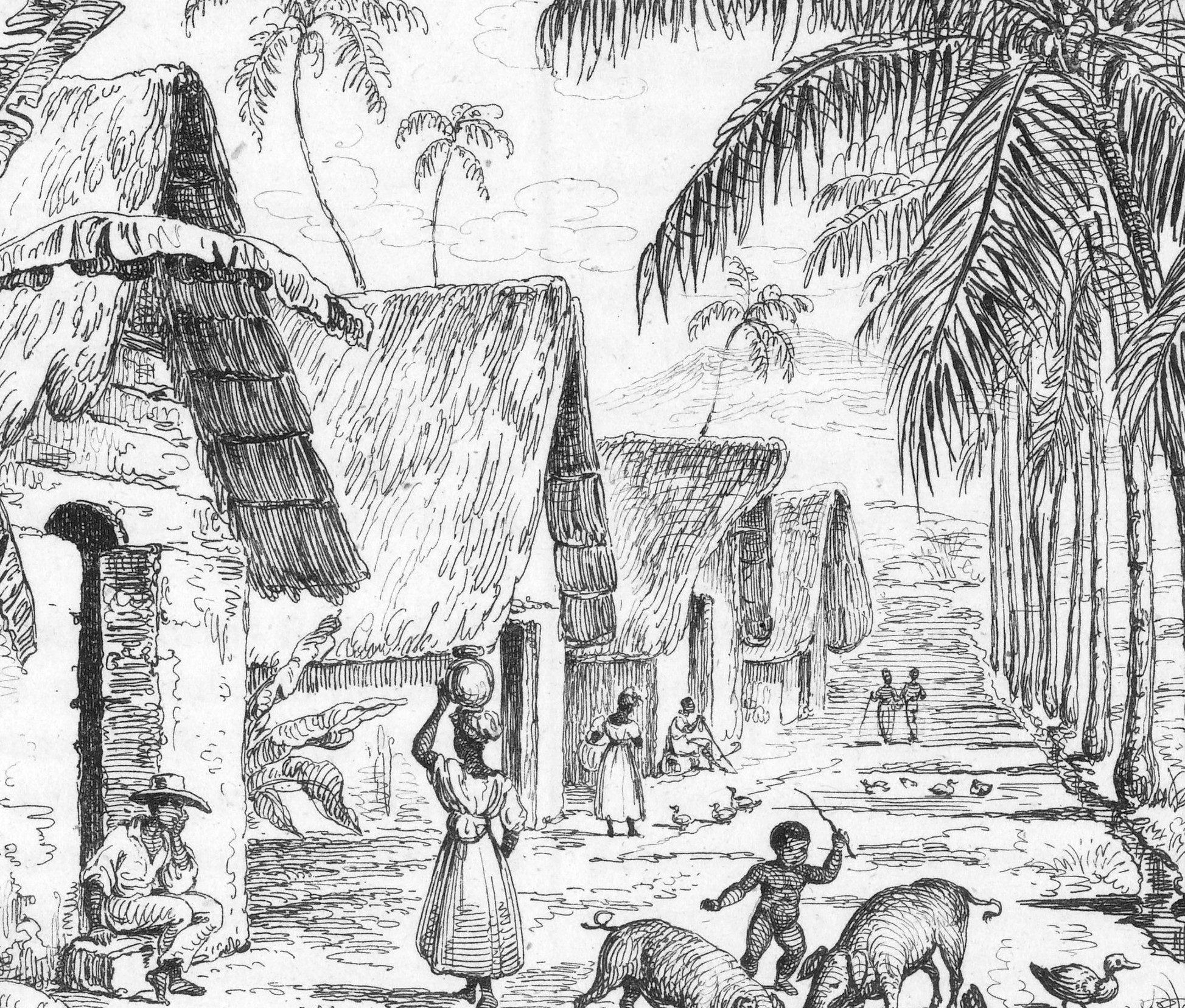
Une rue Cases-Nègres en Martinique en 1826.

Les esclaves sont logés dans des cases en torchis, en bois ou en branchages tressés (« gaulettes »), ou des huttes circulaires inspirées de l'habitat africain. Le toit est le plus souvent en paille.
Pour contrôler plus efficacement cette main-d’œuvre, les maîtres finissent par réguler l'agencement des cases, jusqu'à aboutir au principe de la rue Cases-Nègres, par regroupement autour d'une voie centrale.
Les esclaves disposent parfois de lopins de terre, plus ou moins proches de leurs cases, afin d'y faire quelques plantation. Toutefois, la recherche continuelle de nouvelles terres pour la canne réduit et repousse ces parcelles vers des sols toujours plus pauvres.

#### Les bâtiments d'exploitation
Dans les plantations sucrières, le moulin permet de broyer la canne. La distillerie transforme le sirop en rhum.

#### La case du maître
La demeure des propriétaires ou des gérants est construite en hauteur pour permettre la surveillance des esclaves. En 1763, Jean de Brûletout, chevalier de Préfontaine, recommande : « Tous les autres bâtiments qui regardent l’économie intérieure, ainsi que les cases des nègres et ceux qui concernent la manufacture à laquelle on s’adonne doivent être sous les yeux du maître. Ceux qui tient au ménage comme magasin à vivre et cuisines doivent être vue de la maitresse de l’endroit où elle travaille ».
La maison des maîtres a des fondations en pierre pour être protégée de l'humidité, mais le bois reste le plus souvent le matériau de base des constructions. Les toits, mais aussi les murs, étaient faits de bardeaux (planchettes clouées les unes sur les autres). La demeure des plus riches possède un étage.

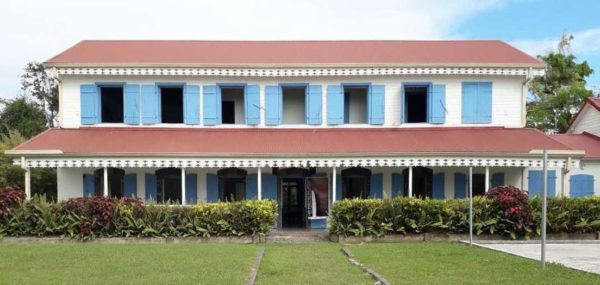
Maison des maîtres de l'habitation Gradis, Martinique.

### Des fonctions hiérarchisées
L'ensemble des esclaves de l'habitation constitue un « atelier ».

#### Invalides
Les esclaves en situation de handicap (aveugles, estropiés, émasculés), enceintes, trop jeunes ou trop âgés sont qualifiés de « nègres épaves ». Le décès de ces esclaves infirmes ou âgés est motif de soulagement pour les finances des planteurs, comme l'exprime en 1775 dans son journal le gérant d'une sucrerie de Saint-Domingue : « Mort de Dorothée qui n'est pas une perte, car elle coûtait dix fois plus à l'hôpital qu'elle ne rendait de service ».

#### Cultivateurs et ouvriers

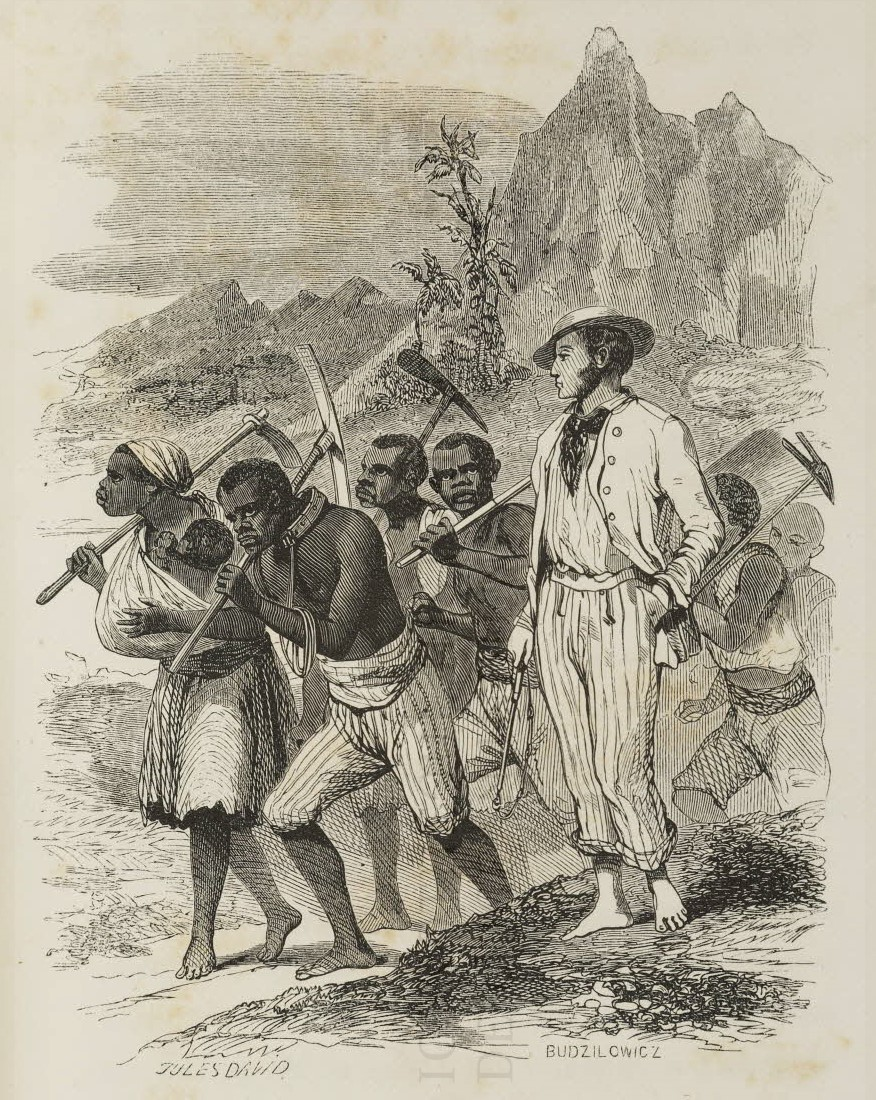
Esclaves portant la houe et se rendant au travail à Bourbon.

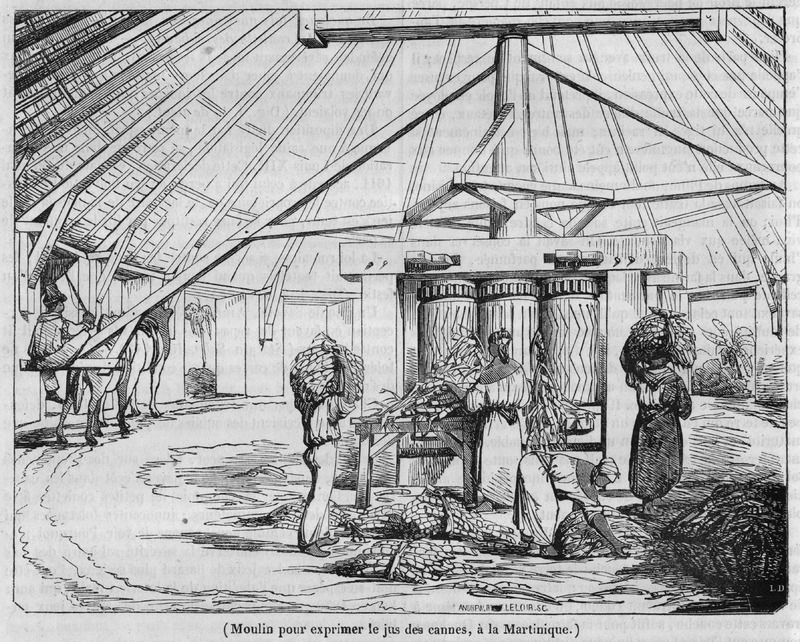
Esclaves broyant la canne à sucre dans un moulin à bestiaux en Martinique en 1835.

Les ouvriers agricoles, appelés « nègres de houe », « nègres de pioche » ou « nègres de jardin », constitue la grande majorité des esclaves. La plupart sont des Bossales (fraichement déportés d'Afrique). Ils sont chargés de la mise en culture et de la récolte, travaux les plus pénibles. La cloche et le fouet rythme le temps de travail. Les femmes représentent les deux tiers des « nègres de houe ». 
Les esclaves les moins robustes sont envoyés dans les installations agricoles (moulin, chaudière, distillerie). Leur travail est particulièrement harassant et dangereux.  Les femmes chargées de mettre les cannes dans les rouleaux du moulins peuvent être mutilées ou complètement écrasées. Des chutes sont aussi possibles dans les chaudrons bouillonnants et les fourneaux embrasés. 

#### Domestiques

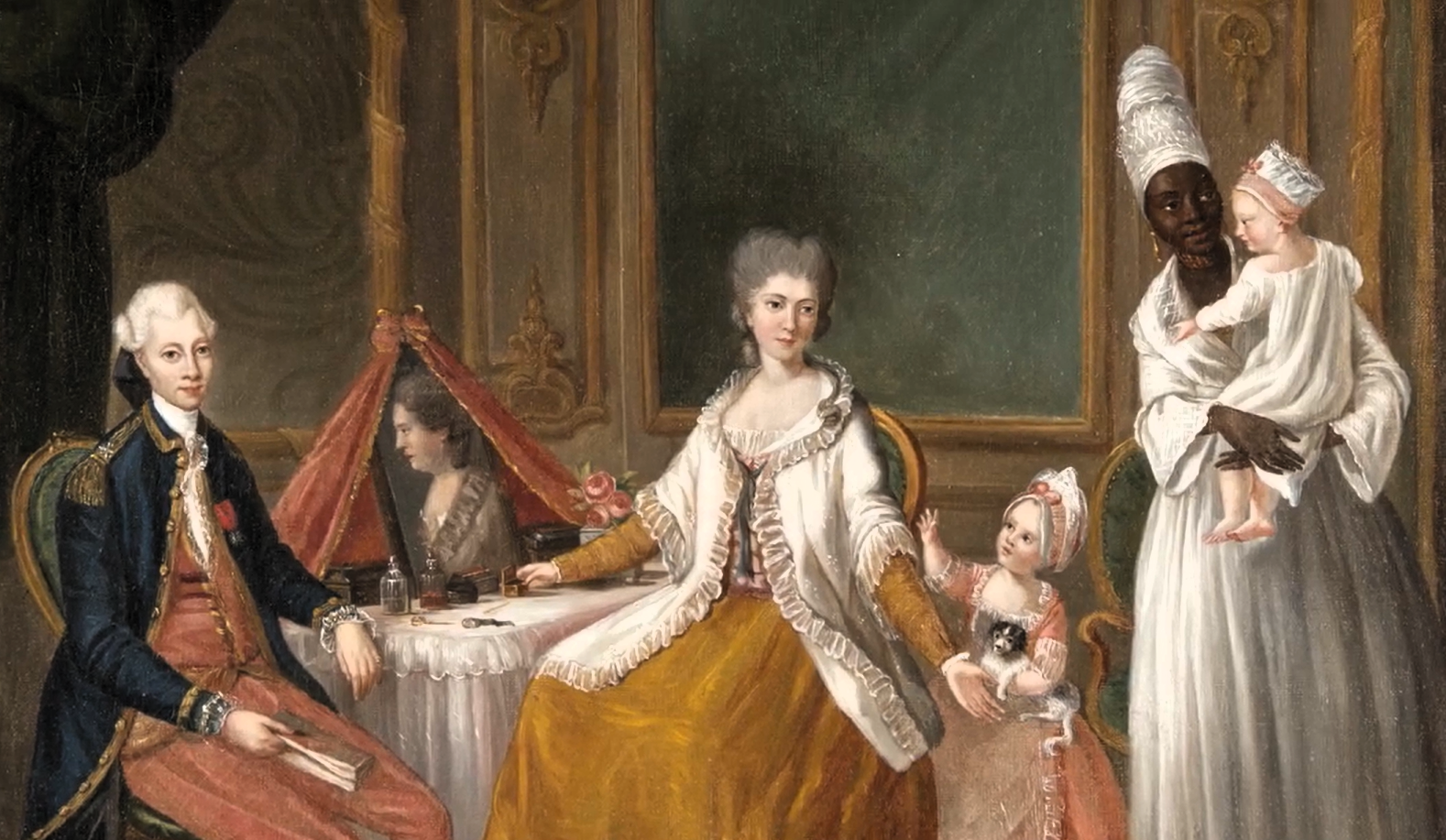
Portrait de la famille de Choiseul à la Martinique, accompagnée d'une nourrice esclave, vers 1775.

Poste le plus souvent occupé par des femmes, les « nègres de maison » sont chargés de fabriquer et entretenir le linge de maison et les vêtements, de s'occuper des tâches ménagères, et parfois d'élever les enfants du maître (les « das » antillaises).

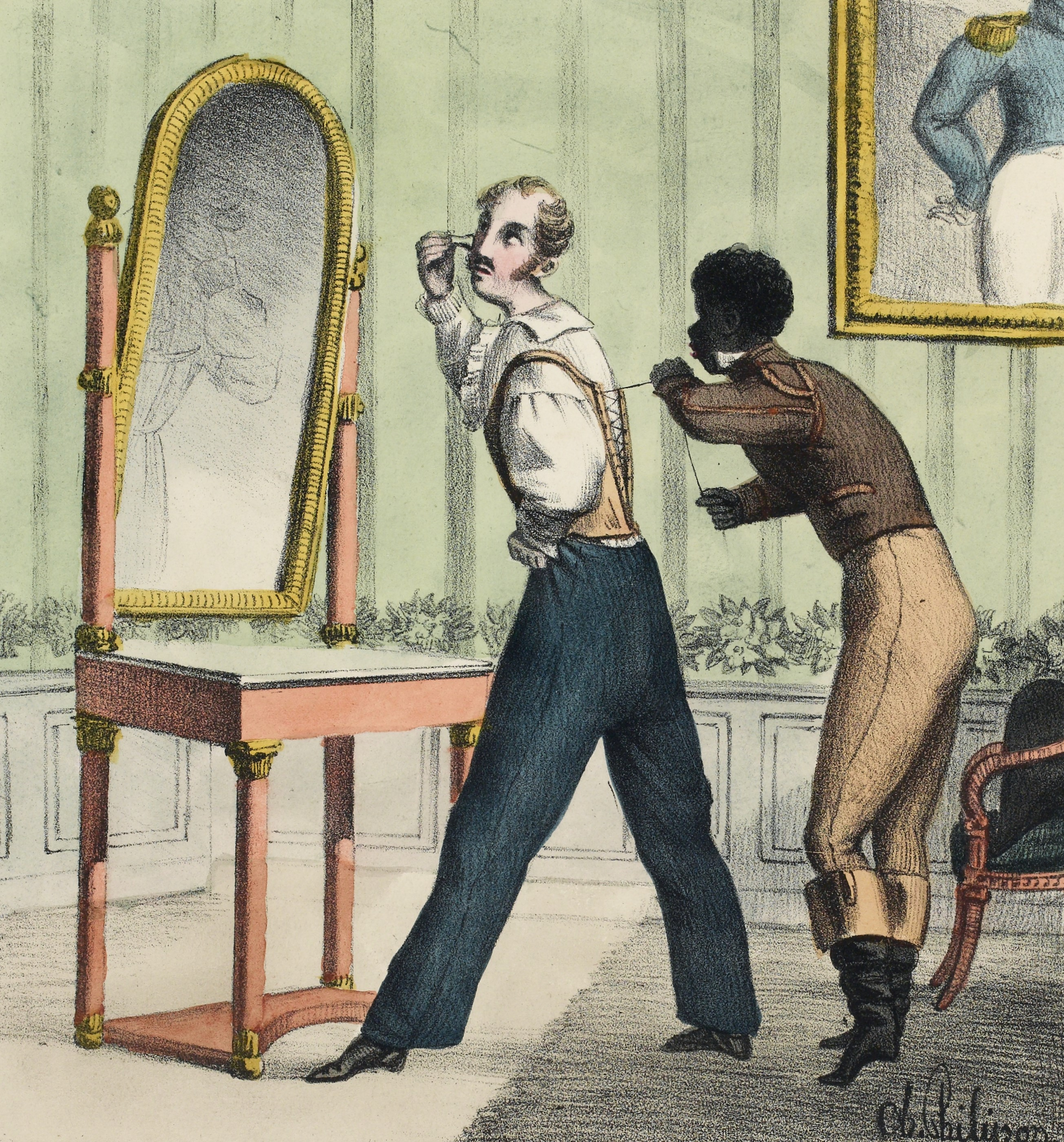
Un élégant et son valet de chambre en 1824.

Plus rares sont les hommes, faisant office de cochers, de cuisiniers ou de valets de chambre. Proche du maître, il gagnent parfois toute sa confiance ; ce fut le cas pour Toussaint Louverture, qui était cocher et commandeur, et apprit à lire et à écrire.
Lorsqu'une famille créole blanche part pour l'Europe, elle se fait toujours accompagnée de domestiques, même en France où l'esclavage est pourtant interdit depuis l'édit de 1315.

Si les conditions de travail sont moins rudes que le travail au champs, l'esclave domestique est en permanence au service de son maître et peut être sollicité à n'importe quel moment.

#### Artisans qualifiés
Ils sont appelés « nègres à talents » et sont le plus souvent des créoles (nés dans la colonie) et des hommes. Ils peuvent occuper des postes de distillateurs (pour la fabrication du rhum), charbonniers, charpentiers, tonneliers, forgerons, mécaniciens ou selliers. Très utiles dans les grandes exploitations, ils peuvent parfois être envoyés en métropole, afin d'apprendre un métier, jusqu'à leur retour forcé dans la colonie. Certains finissent par être affranchis, aidés financièrement par leurs anciens maîtres, et très occasionnellement devenir riches. 

#### Commandeurs / régisseurs / géreurs
Le commandeur (contremaître) dirige les esclaves, le régisseur s'occupe de la gestion des cultures, et le géreur est le directeur de l'exploitation.

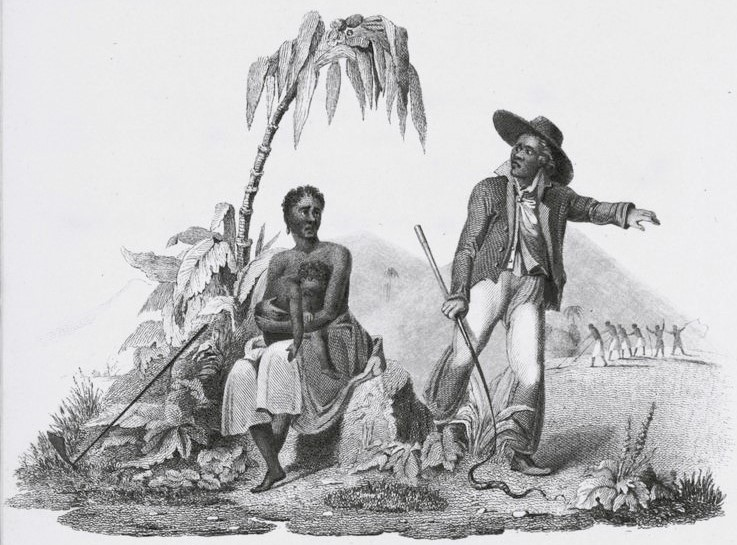
Le commandeur d'une plantation colonial oblige une esclave à retourner au travail, c. 1825.

#### Propriétaires

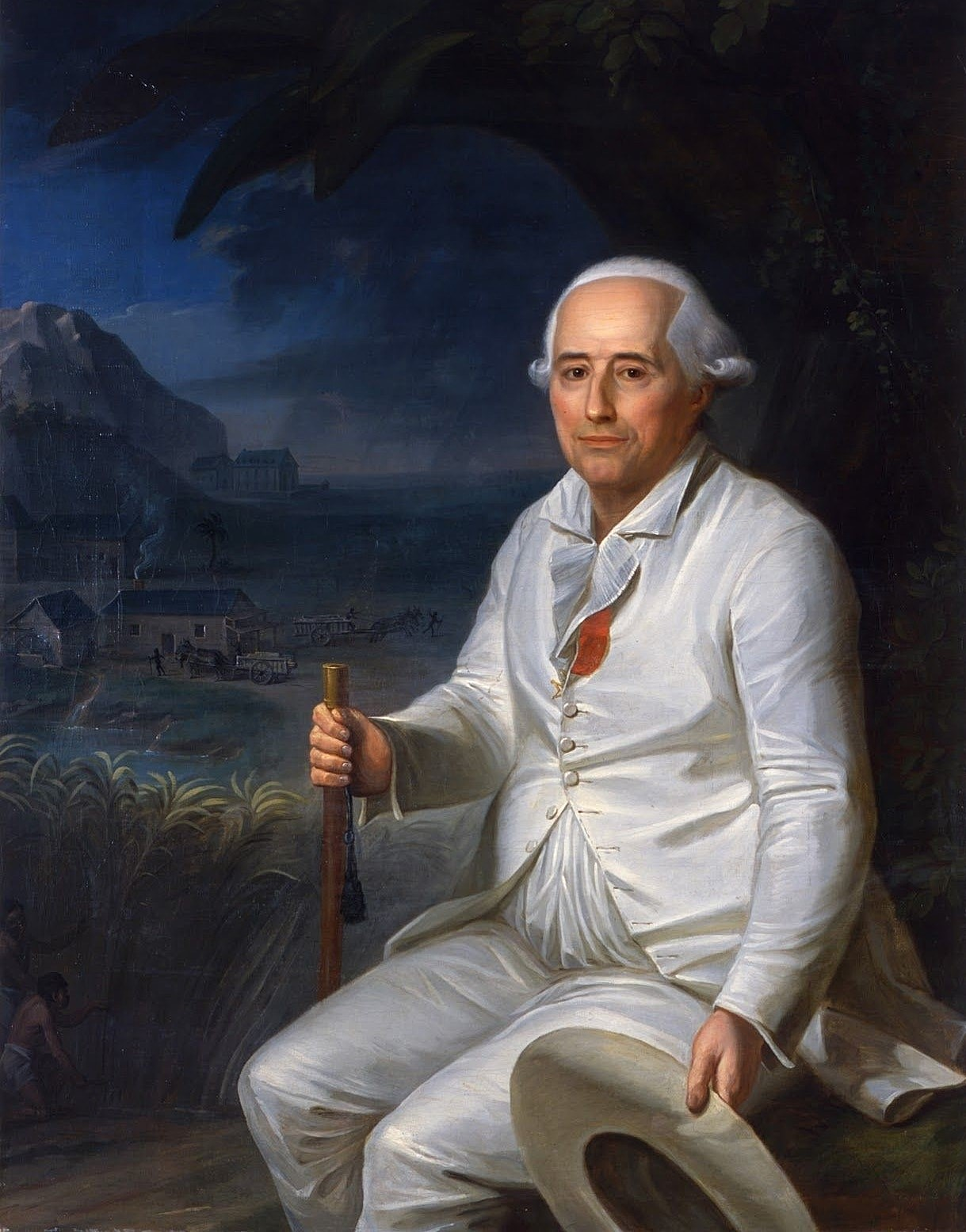
Portrait d'un planteur colonial dans la première moitié du XVIIIe siècle. Cet élégant planteur est représentatif des « grands blancs » de Saint-Domingue. L'éclat de sa peau et de son costume contraste avec l'obscurité dans laquelle est plongée la plantation en arrière-plan. Deux esclaves coupant la canne à sucre sont visibles dans le coin inférieur gauche.

Les deux tiers des propriétaires d'habitations résidaient en métropole (« propriétaires absentéistes»). Dans ce cas, les plantations étaient dirigées par des gérants (géreurs), véritables maîtres des lieux.

## L'habitation, matrice originelle de la culture créole
Selon Pierre Cafournet, conservateur adjoint de l'habitation Murat, « L'habitation sucrière est le point de départ de la culture et de l'organisation sociale antillaises. Elle a fondé notre langue créole et le reste de notre identité. Cette période a marqué notre inconscient et façonné notre mentalité ».

## Propriétaires très divers

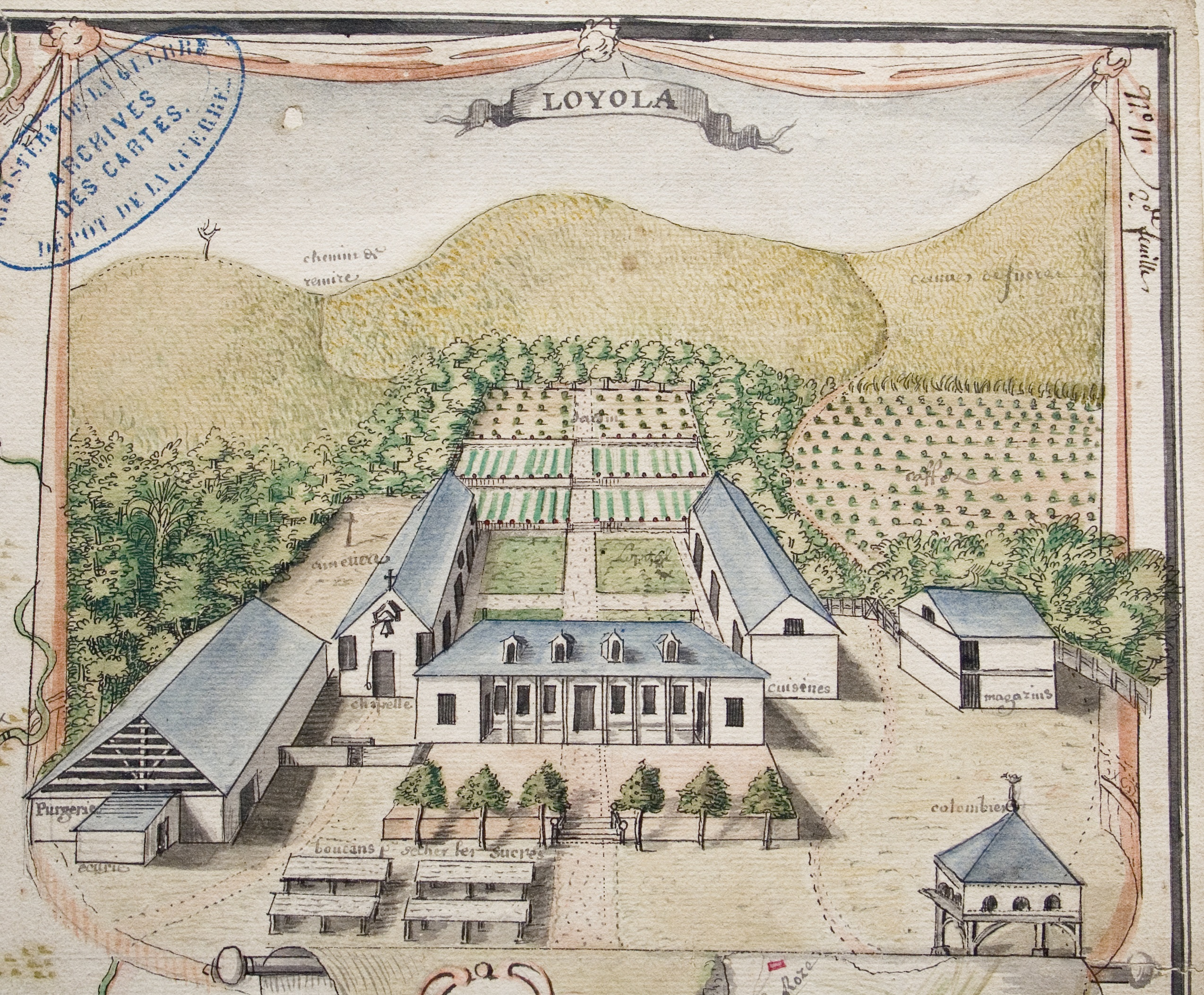
L'habitation Loyola en 1730 en Guyane, appartenant aux Jésuites.

Certaines habitations appartiennent à de nobles, d'autres à des colons aventuriers (habitation Murat). On en trouve également qui appartiennent à des congrégations religieuses (habitations Loyola, Fonds Saint-Jacques, Saint-Régis, Bisdary, La Grivelière, Mont-Carmel), et parfois même qui appartiennent à l'État français (habitations Trou-Vaillant, Fonds Saint-Jacques).
En majorité les propriétaires sont blancs, mais certaines habitations appartiennent aussi à des noirs ou des métis (habitations Bologne, Clément).

## Exemples d'habitations
Parmi les habitations préservées, dont certaines sont classées aux monuments historiques, se trouvent :

### Aux Antilles

#### ÀSaint-Christophe
Saint-Christophe est le premier établissement colonial français aux Antilles.
- Habitation de La Grande Montagne

#### EnGuadeloupe

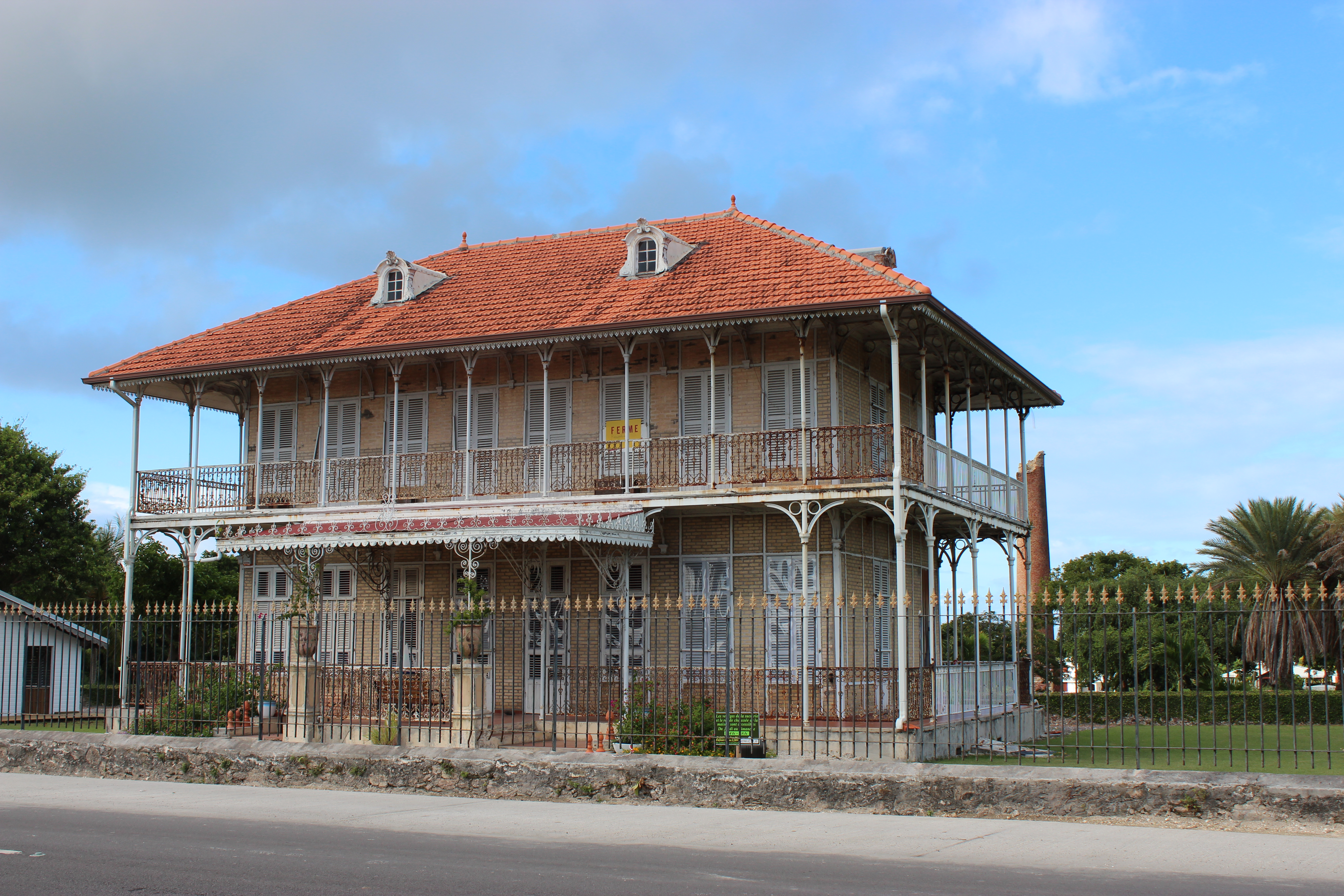
Habitation Zévallos au Moule en Guadeloupe.

- Habitation Belleville
- Habitation Bisdary
- Habitation Beauséjour
- Habitation Bois-Debout
- Habitation Bologne
- Habitation Damoiseau[24]
- Habitation Darius
- Habitation Ducharmoy
- Habitation l'Ermitage
- Habitation-Caféière Getz
- Habitation Gissac
- Habitation Grange Bel'Ô
- Habitation La Grivelière
- Habitation Grand-Camp
- Habitation La Joséphine
- Habitation La Lise
- Habitation Loiseau
- Habitation Mamiel
- Habitation Massieux
- Habitation le Maud'Huy
- Habitation Mont-Carmel
- Habitation Muscade
- Habitation Petit-Parc
- Habitation des Rochers
- Habitation Routa
- Habitation Thomas
- Habitation Zévallos
- Habitation Darboussier
- Habitation-sucrerie La Ramée
- Habitation du Héleu
- Usine-sucrerie Comté de Lohéac

#### ÀMarie-Galante

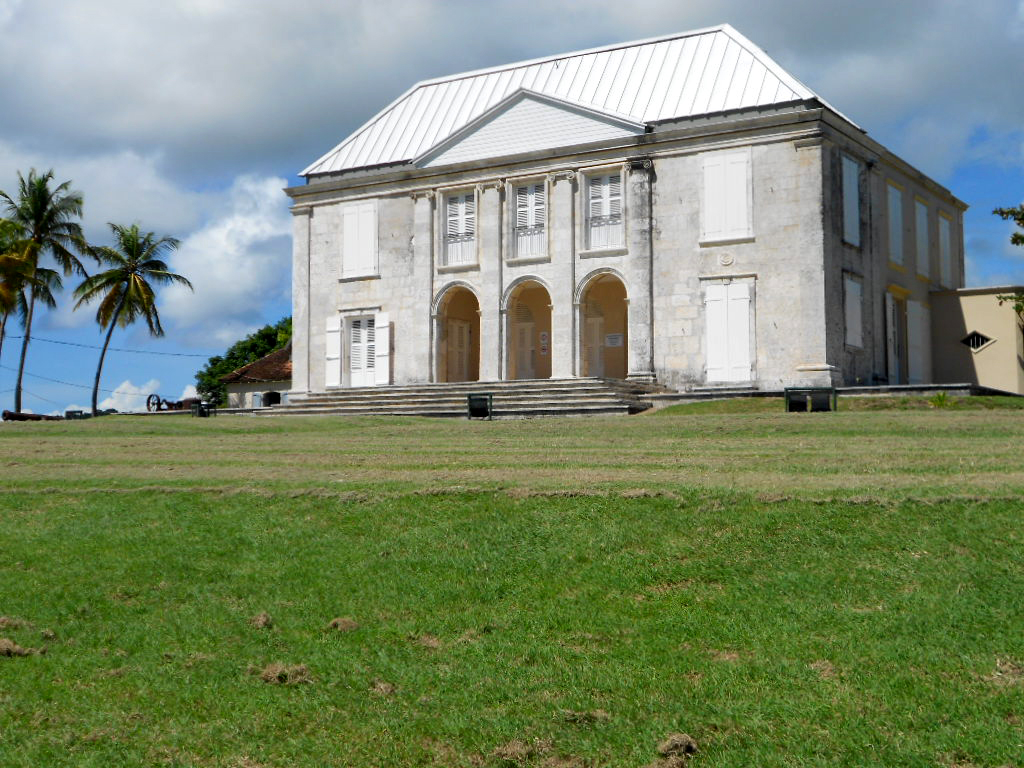
Maison des maîtres de l'habitation Murat à Marie-Galante.

- Habitation Murat
- Habitation Roussel-Trianon

#### EnMartinique
- Habitation Fonds Saint-Jacques
- Habitation Clément

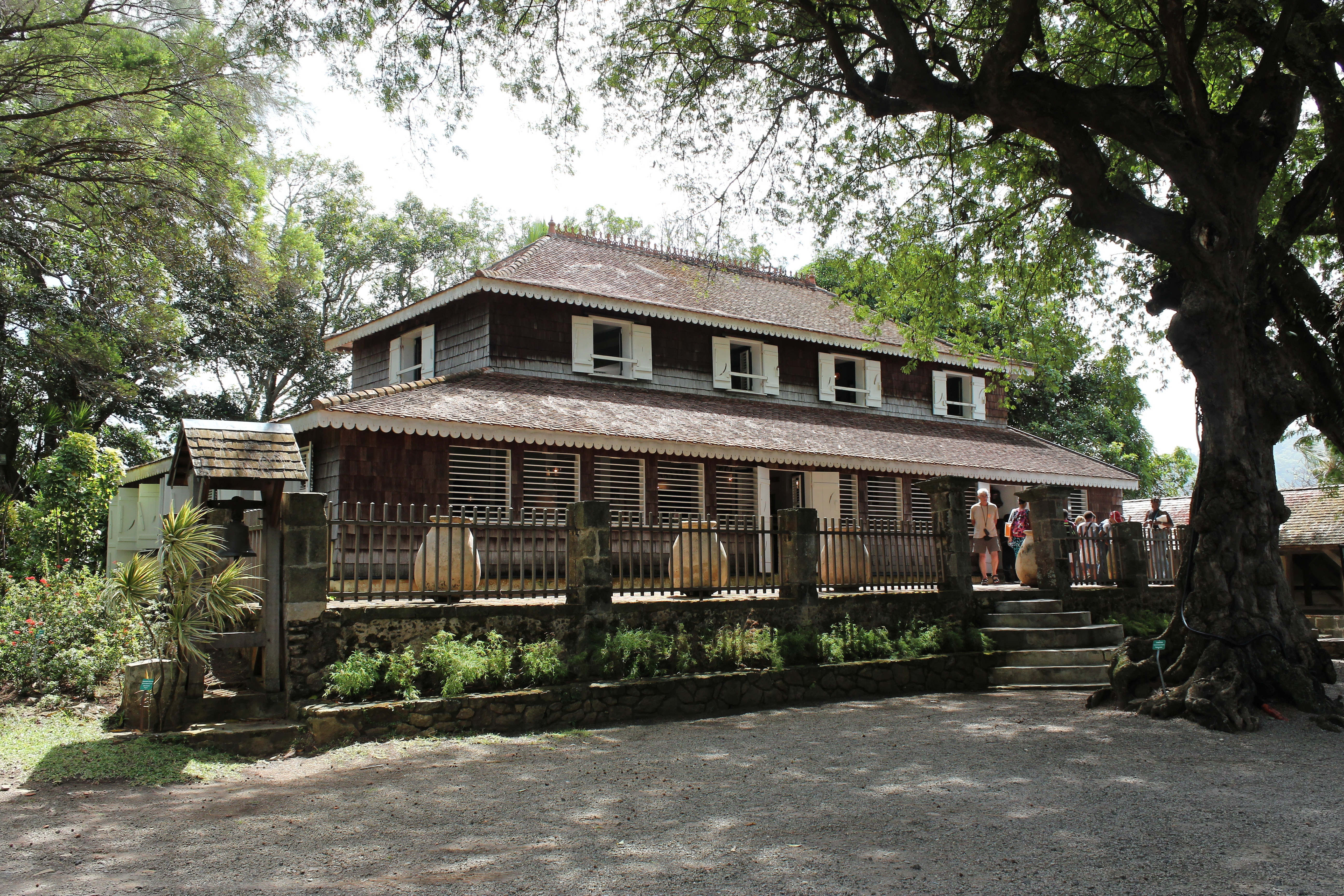
Habitation Clément en Martinique.

- Habitation Trou-Vaillant (Saint-James)
- Habitation Gradis (anciennement Prunes)
- Habitation Eyma
- Habitation Leyritz
- Habitation Pécoul
- Habitation Anse Latouche
- Habitation Vivé
- Habitation Le Lareinty
- Habitation Moulin-l'étang
- Habitation Assier
- Habitation Fonds Brûlés
- Habitation Chalvet
- Habitation Saint-Étienne
- Habitation du Simon[23]
- Habitation Perpigna
- Habitation Céron[25]

- et la liste des monuments historiques de la Martinique

#### ÀSaint-Domingue(aujourd'hui Haïti)
- Habitation Bréda du Haut-du-Cap

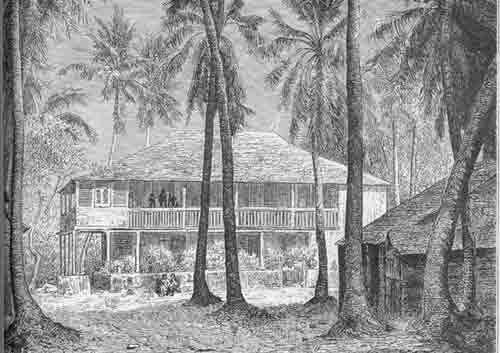
Habitation de Plaisance au Port-au-Prince, à Saint-Domingue.

- Habitation d'Héricourt-Noé aux Manquets à Acul-du-Nord[26].
- Habitation Laborde[27]
- Habitation Le Beau[28]
- Habitation Madère où est né Thomas Alexandre Dumas
- Habitation caféière Seguineau-Navailles[29]
- Habitation Chateauroux ou sucrerie Nolivos
- Habitation Fleuriau de Bellevue
- Habitation Gradis
- Cul-de-Sac

### EnLouisiane

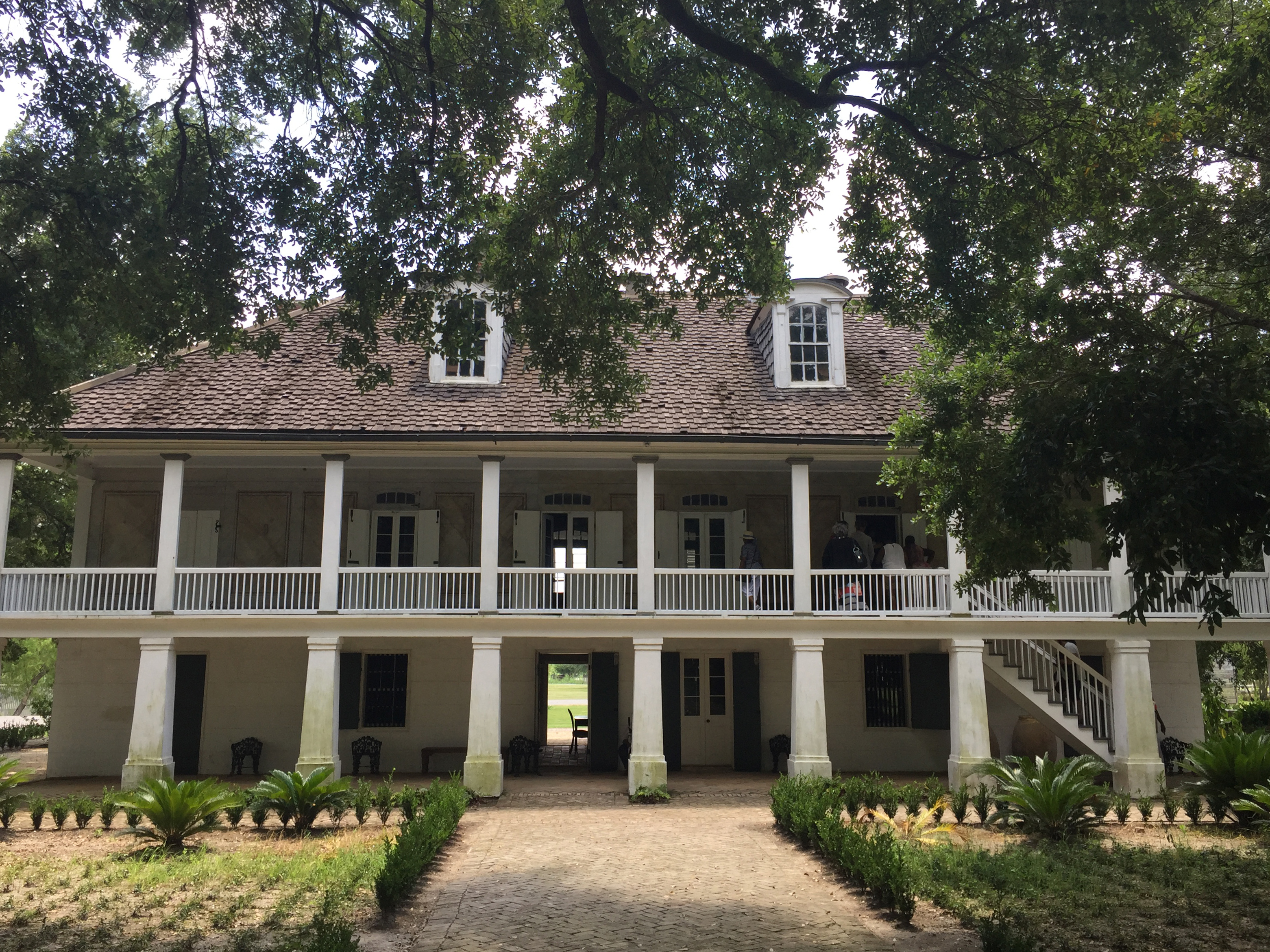
La maison des maîtres de l'Habitation Haydel.

- Habitation Haydel (plantation Whitney)
- Habitation Pitot
- Plantation-sucrerie Labatut
- Habitation Duparc (plantation Laura)

### EnGuyane
- Habitation Loyola
- Habitation Arthur
- Habitation Beauregard[30]
- Habitation Vidal
- Habitation La Constance[31]
- Habitation Saint-Régis

### AuxMascareignes

#### ÀLa Réunion

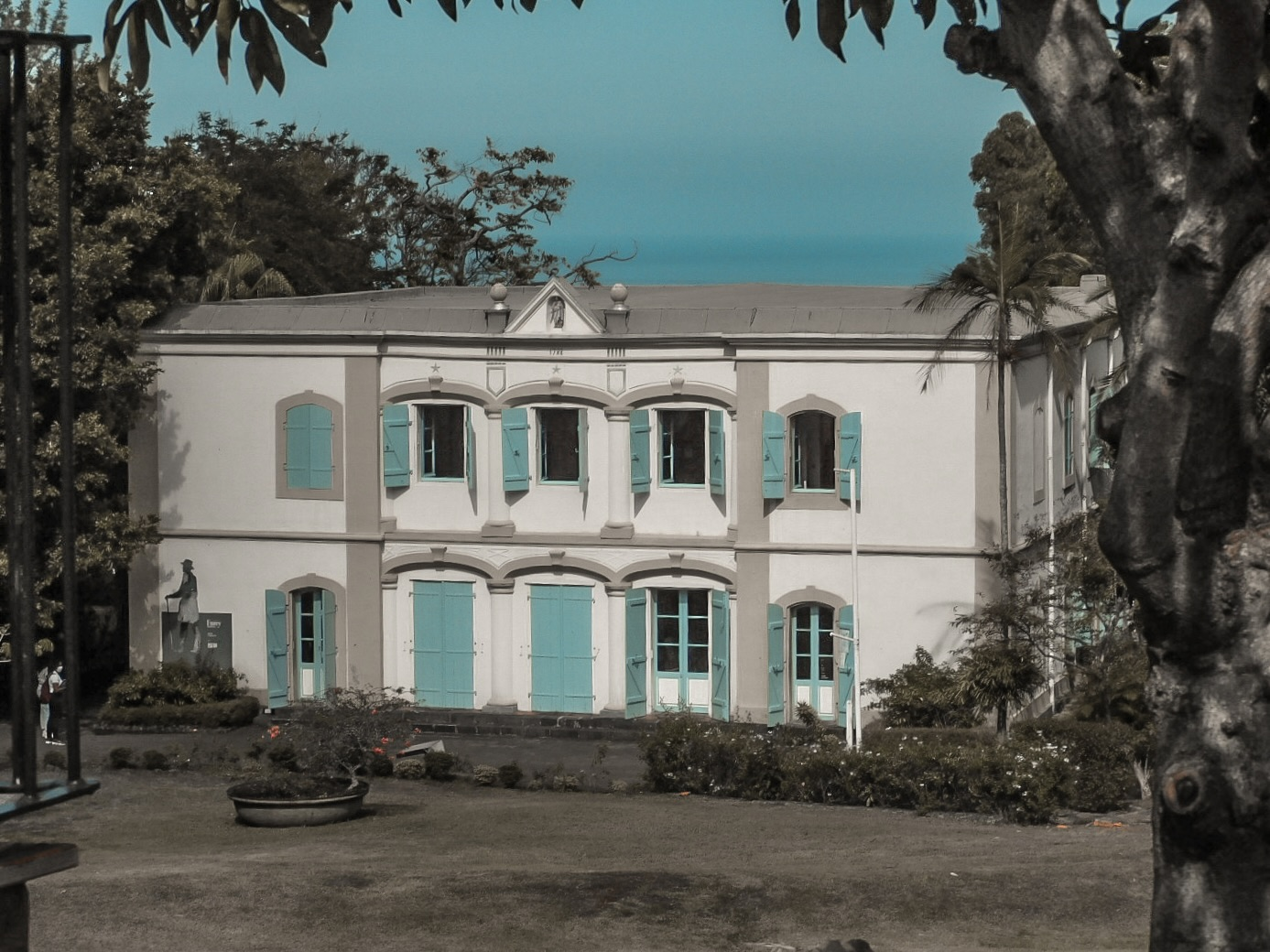
La maison des maîtres de l'habitation Desbassayns à La Réunion.

- Habitation Nairac[32]
- Habitation Desbassayns[33]
- Domaine du Grand Hazier[34]
- Domaine du Chaudron
- Habitation du Gol
- Domaine de Maison Rouge
- Vieux Domaine
- Domaine de La Poncetière
- Domaine de Clermont
- Domaine de la Vallée
- Domaine de Montgaillard
- Domaine Appavoupoullé
- Domaine de Savanna

#### ÀRodrigues
- Habitation Leguat